# Piotrów (powiat kielecki)
Piotrów – zniesiona z dniem 1 stycznia 2014 wieś w Polsce, w województwie świętokrzyskim, w powiecie kieleckim, w gminie Łagów.
Był wsią biskupstwa włocławskiego w województwie sandomierskim w ostatniej ćwierci XVI wieku. W latach 1975–1998 miejscowość należała administracyjnie do województwa kieleckiego.
Wieś Piotrów podzielono na 4 wsie: Piotrów-Gułaczów, Piotrów-Podłazy, Piotrów-Porębiska i Piotrów-Zagościniec.